# Michael Bertiaux
Michael Bertiaux, celým jménem Michael Paul Bertiaux, (* 18. ledna 1935 Seattle) je americký okultista a starokatolický biskup, asi nejvíce známý díky své publikaci knihy Voudon Gnostic Workbook (1988), šestisetpatnáctistránkového kompendia mnoha rozdílných okultních lekcí a výzkumných textů sahajících k podoblastem voodoo, novopythagoreismu a gnosticismu. Unikátní pravopis slova „voudon“ je jeho inovace.

## Životopis
Narodil se 18. ledna 1935 v Seattlu. Jeho otec byl kapitán obchodního loďstva a jeho matka byla významnou theosofkou.
Sloužil jako episkopální duchovní v oblasti Seattlu. Při pobytu na Haiti v roce 1964 byl zasvěcen do systému haitského voodoo. V roce 1966 se usadil v Chicagu, kde založil Novopythagorejskou gnostickou církev. Jeho interpretace voodoo byla silně ovlivněna martinismem, frankofonní verzí esoterického křesťanství a svobodného zednářství.
Byl také tajemníkem teosofické společnosti, dokud se nepřestěhoval do Chicaga v roce 1966, kde byl vyškolen a kvalifikován jako sociální pracovník. Svoji práci vykonával po dobu čtyřiceti let. Působil především v Chicagu v haitské komunitě, která nyní zahrnuje asi 5–15 tisíc jedinců. Po odchodu do důchodu se zaměřil na umění a psaní.
Jeho život a okultní metody jsou zkoumány v knihách Kennetha Granta Cults of the Shadow (1975), Nightside of Eden (1977), Outside the Circles of Time (1980) a Hecate's Fountain (1992). Grant věnuje dvě celé kapitoly v knize Cults of the Shadow diskusi a analýze jeho práce v La Couleuvre Noir, stejně jako část kapitoly Afro-Tantric Tarot of the Kalas.

## Knihy
- Vudu Cartography (2009)
- The Voudon Gnostic Workbook (1988), znovuvydal Weiser 2007
- Cosmic Meditation (2007)